# John Wolford
John Wolford (Dallas, 16 ottobre 1995) è un giocatore di football americano statunitense che milita nel ruolo di quarterback per i Jacksonville Jaguars della National Football League (NFL).

## Carriera

### New York Jets
Dopo non essere  stato scelto nel Draft NFL 2018, Wolford firmò con i New York Jets. Disputò la maggior parte dell'ultima gara di pre-stagione contro i Philadelphia Eagles, passando 89 yard e un intercetto. Fu svincolato il 4 settembre.

### Arizona Hotshots
Gli Arizona Hotshots scelsero Wolford con la loro seconda scelta del Draft 2019 dell'Alliance of American Football, venendo nominato loro titolare per la stagione regolare. Durante la breve esistenza della lega, guidò la AAF in passaggi da touchdown.

### Los Angeles Rams
Il 10 aprile 2019, Wolford firmò con i Los Angeles Rams dopo che la AAF sospese le operazioni. Fu svincolato il 31 agosto 2019, ma rifirmò il giorno successivo per fare parte della squadra di allenamento. Il 31 dicembre 2019 firmò un nuovo contratto da riserva.
Prima dell'ultima gara della stagione regolare 2020, Wolford fu nominato quarterback titolare dopo che Jared Goff si fratturò un pollice. Nel primo passaggio tentato subì un intercetto ma si rifece nel resto della gara diventando il primo giocatore al debutto a passare più di 200 yard e a correrne più di 50 nella vittoria per 18-7 sugli Arizona Cardinals che diede ai Rams la qualificazione ai playoff. Partì come titolare anche nel turno delle wild card contro i Seattle Seahawks ma fu costretto a lasciare la partita per un infortunio al collo subito nel primo quarto dopo uno scontro con Jamal Adams. Fu portato all'ospedale e dimesso il giorno successivo.
Nella settimana 10 della stagione 2022 Wolford partì come titolare al posto dell'infortunato Matthew Stafford passando 212 yard, un touchdown e un intercetto nella sconfitta per 27-17 contro gli Arizona Cardinals.

### Tampa Bay Buccaneers
Il 9 maggio 2023 Wolford firmò con i Tampa Bay Buccaneers.

### Jacksonville Jaguars
Il 3 dicembre 2024 Wolford firmò con la squadra di allenamento dei Jacksonville Jaguars. Il 17 febbraio 2025 firmò un nuovo contratto con la squadra.

## Palmarès
- Super Bowl : 1

Los Angeles Rams: LVI
- National Football Conference Championship: 1

Los Angeles Rams: 2021

## Famiglia
Lo zio di Wolford, Will, giocò per 13 stagioni nella NFL venendo convocato per tre Pro Bowl.